# Torsten Bunke
Torsten Bunke (* 26. September 1908 als Torsten Andersson; † 2. Mai 1987) war ein schwedischer Fußballspieler. Der Stürmer war 1933 Torschützenkönig der Allsvenskan und debütierte im selben Jahr in der schwedischen Nationalmannschaft. Sein Bruder Lennart Bunke war gemeinsam mit ihm für Helsingborgs IF und die Nationalmannschaft aktiv.

## Werdegang
Bunke wechselte 1932 gemeinsam mit seinem Bruder Lennart von Höganäs BK zu Helsingborgs IF und spielte zu Beginn der 1930er für den Klub in der Allsvenskan. An der Seite von Nils Rosén, Nils Axelsson und Knut Kroon holte die Mannschaft in der Spielzeit 1932/33 den dritten Meistertitel der Vereinsgeschichte. Dabei erzielte Bunke 21 Saisontore und war als Torschützenkönig maßgeblich am Titelgewinn beteiligt. Seine Torgefahr führte im Frühjahr zur Nominierung in die schwedische Nationalelf. Beim 6:2-Erfolg über Estland gehörte er neben seinen Vereinskameraden Lennart Bunke und Knut Kroon sowie Sven Andersson und Bertil Ericsson, dem zwei Tore gelangen, zu den Torschützen. Gegen Dänemark bestritt er im Juni desselben Jahres seinen zweiten und zugleich letztes Länderspielauftritt.
Bei der Titelverteidigung in der Meisterschaft in der Spielzeit 1933/34 war Bunke bereits kein Stammspieler mehr und gehörte nicht mehr zu den elf ausgezeichneten Spielern mit den meisten Saisoneinsätzen. Bis zum Abstieg in die Zweitklassigkeit im Sommer 1935 spielte er jedoch weiterhin für Helsingborgs IF in der Allsvenskan. Im Frühjahr 1937 reaktivierte der Klub einige seiner verdienten Spieler wie Harry Lundahl, Nils Rosén, Lennart und eben Torsten Bunke. Im Sommer des Jahres gelang der Mannschaft der Wiederaufstieg in die Allsvenskan.
Über den weiteren Lebensweg Bunkes ist derzeit nichts bekannt.